# Jácome de Bruges
Jácome de Bruges, Diogo de Bruges o Diego de Brujas y nacido como Jacob van Brugge o bien Jacob van Gruuthuse (n. Condado de Flandes, Estado borgoñón, ca. 1418 – océano Atlántico entre la península ibérica y las islas Azores, Reino de Portugal, e/ 1472 y 1474) era un noble flamenco de la rica familia de Gruuthuse de la región de Brujas, que fue nombrado como el primer capitán donatario de la isla Terceira desde 1450 hasta 1466.

## Biografía

### Origen familiar y primeros años

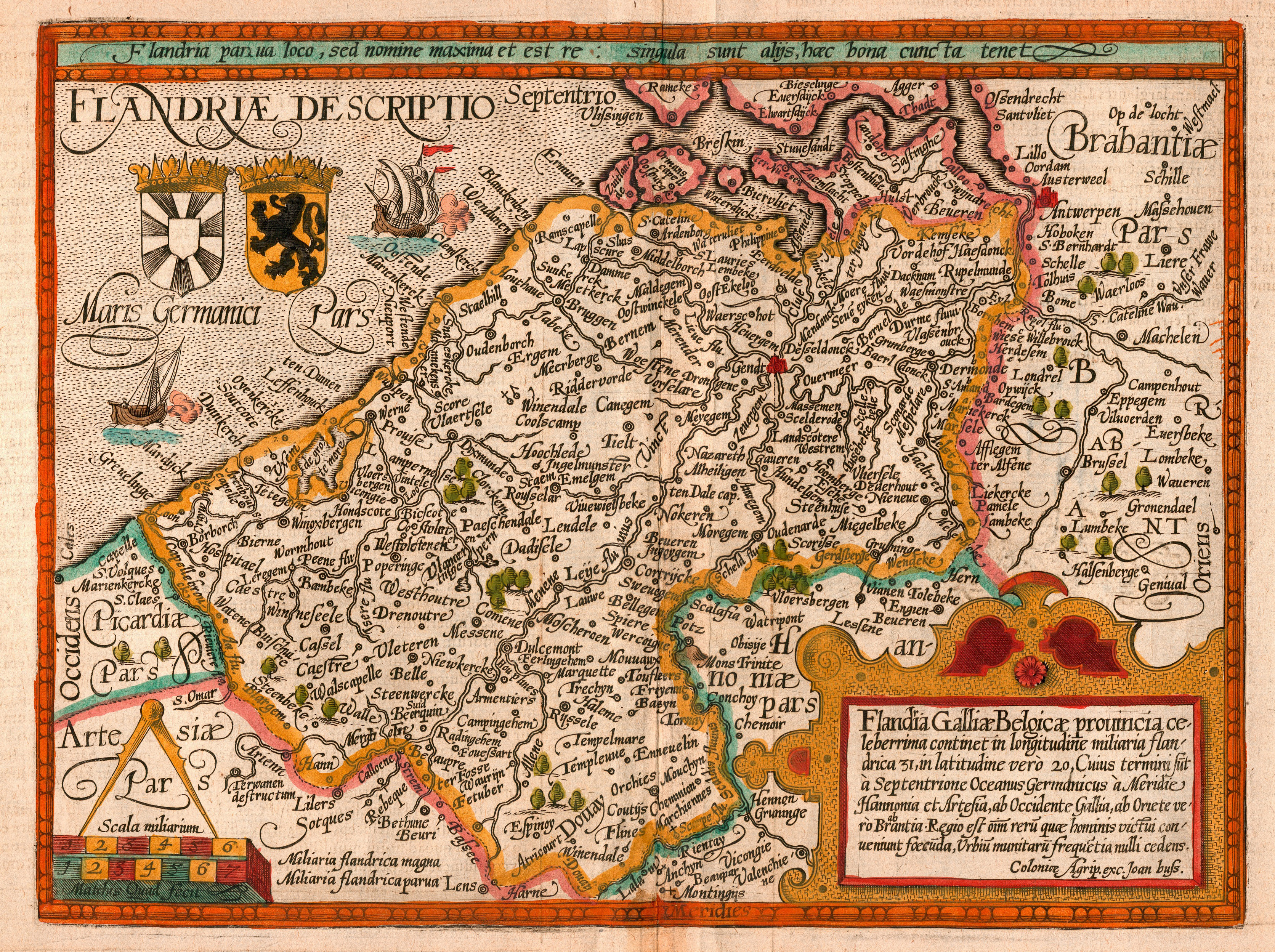
Condado de Flandes (grabado del)

Jácome de Bruges había nacido hacia el año 1418 en alguna parte del Condado de Flandes que por lazos matrimoniales se había unido al Ducado de Borgoña.
Sus padres eran el señor feudal Juan IV de Brujas y su esposa Margriet de Steenhuyse, señora de Avelgem.
Tenía por lo menos un hermano menor llamado Luis de Gruuthuse, un cortesano y bibliófilo que fue galardonado con el título de I conde de Winchester por el rey Eduardo IV de Inglaterra en 1472, y fue lugarteniente de Holanda y Zelanda entre 1462 y 1477.
Su abuelo paterno era Juan III de Brujas, señor de Gruuthuse, que participó del gran torneo de Brujas del 11 de marzo de 1393.

### Gobernador donatario de la isla Terceira

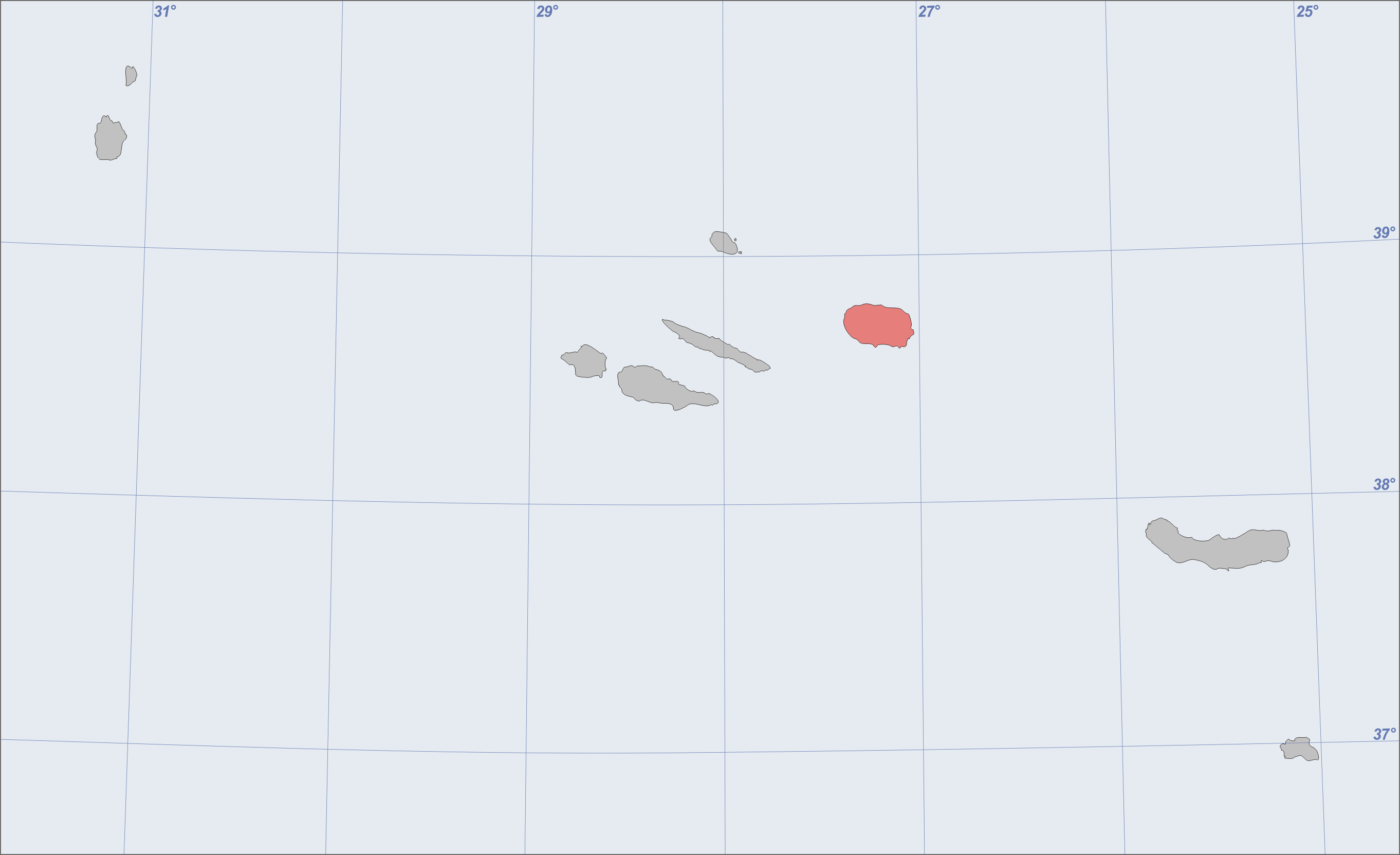
Archipiélago de las Azores con la isla Terceira.

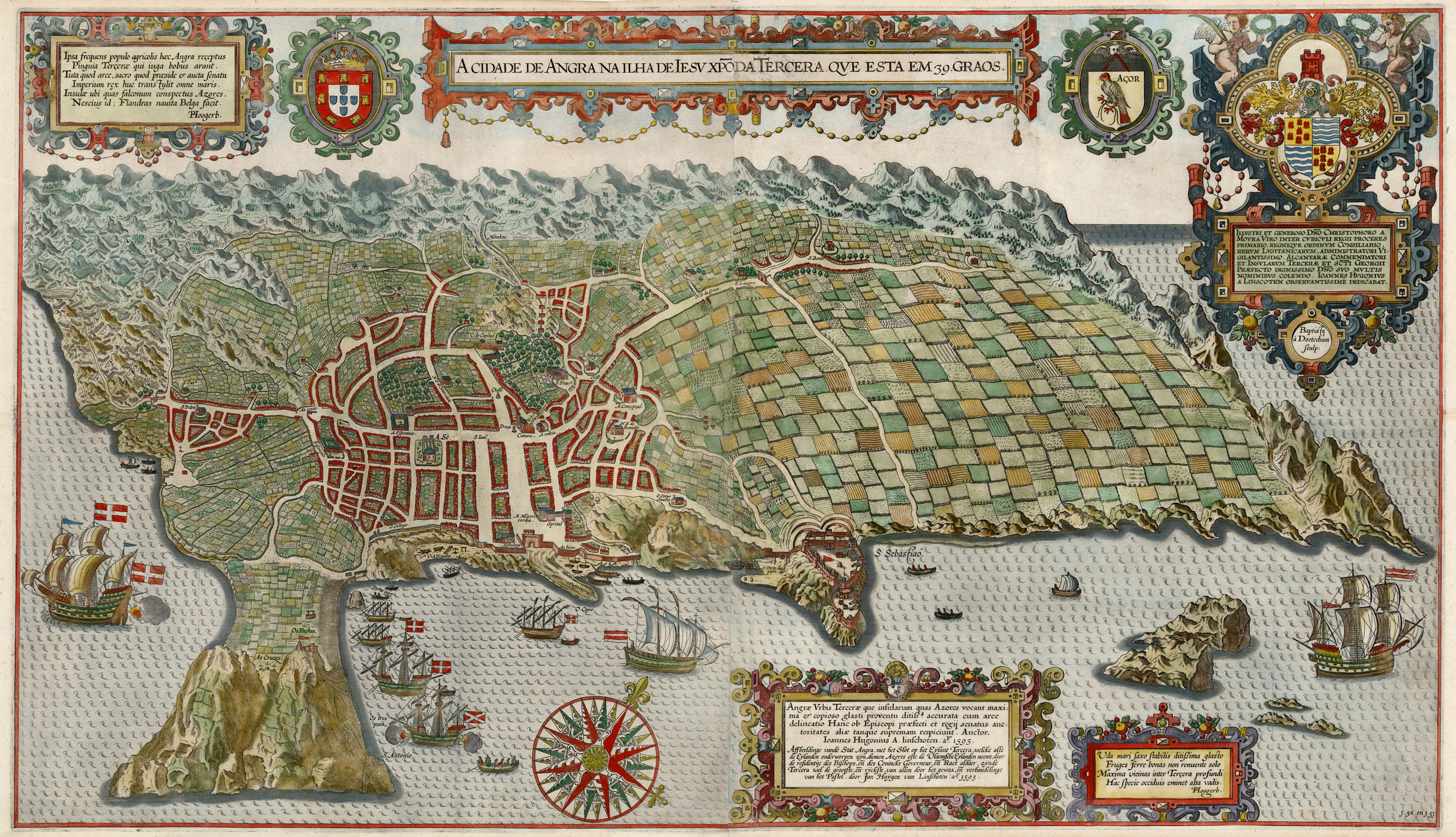
La isla Terceira (grabado del año 1595).

El infante Enrique de Portugal "el Navegante", I duque de Viseu, le entregó a Jácome de Bruges el título de capitán donatario de la isla Terceira el 24 de marzo de 1450.
El donatario Bruges pasó a la entonces nombrada «ilha de Jesús Cristo» en el archipiélago de las Azores con un grupo de gente para colonizarlas.
Formó la primera cámara —un órgano judicial y administrativo— con unos fidalgos destacados llevados desde Portugal, siendo estos, João Leonardes "o Novo", Diogo de Teive, João Coelho, João da Ponte, João Bernardes y funcionó en lo que pasó a llamarse «Canto da Câmara» (en el actual Porto Martins).
Bruges también hizo construir la «ermita de Santa Ana» en lo que se llamó «Ribeira de Frei João» que es la actual Vila de São Sebastião, y por último, hizo erigir la «iglesia de Santa Cruz» en Praia.
El citado fidalgo colonizador João Leonardes "o Novo", sería el abuelo de los primos azoranos Leonardo Vaz de Sá que se casaría con la infanzona Francisca Martins Homem de Noronha y Andrada Abreu Eça, y de Nuno Lourenço Velho Cabral que se matrimoniaría con su sobrina segunda Catarina Vaz de Sá Homem de Noronha.

### Fallecimiento en extrañas circunstancias

El archipiélago de las Azores (en rojo) y las islas Madeira (en blanco) en el océano Atlántico y la parte peninsular del Reino de Portugal.

El oidor Diogo de Teive que había pasado del archipiélago Madeira a la isla Terceira de las Azores a pedido de Bruges, había entregado en el año 1466 presuntamente a este una falsa carta de herencia que requería comparecencia, por lo que delegó el poder en Álvaro Martins Homem que debió ocupar el cargo de gobernador donatario provisional de la isla Terceira.
Finalmente Jácome de Bruges embarcó en el mismo año hacia la península ibérica pero al descubrir la farsa permaneció en el continente europeo hasta que zarpó de regreso al archipiélago entre los años 1472 y 1474 y de esta forma desapareció en circunstancias misteriosas en alta mar.
La viuda de Bruges le inició al hidalgo Diogo de Teive una querella ante el rey y este fue encarcelado en Portugal, pero falleció inocente al poco tiempo, antes de emitirse una sentencia por faltas de pruebas.

## Matrimonio y descendencia
El noble flamenco Jácome de Bruges se había unido en matrimonio una única vez y había tenido por lo menos dos relaciones extramatrimonial que también le dieron descendencia.
- 1) - Con la castellana Sancha Rodríguez de Arce, quien fuera una dama de la Beatriz de Portugal,[2] tuvo al menos dos hijas:

- Antónia Dias de Arce e Bruges (n. ca. 1445)  se casó con Duarte Paim (Lisboa ca. 1435-ib., 21 de mayo de 1499) que era un fidalgo y comendador de la Orden de Santiago, que era un hijo de Valentine Paim y de su esposa Beatriz Vaz de Badilho, y por tanto, nieto paterno del inglés Thomas Allen Payne que había sido tesorero y asesor de la noble compatriota Felipa de Lancaster reina consorte de Portugal desde 1387 hasta 1415, y quien inició un largo pleito para reivindicar la capitanía para sí. Fruto del enlace entre Antonia y Duarte nació Diogo Paim que se uniría en primeras nupcias con Branca da Câmara, una hermana de Antão Martins Homem, II capitán donatario de Praia, e hijos del primer gobernador donatario Álvaro Martins Homem, y una vez viudo se volvió a matrimoniarse en segundas nupcias con su sobrina política Catarina da Câmara Homem (n. ca. 1487), una hermana del tercer capitán donatario Álvaro Martins Homem da Câmara.

- F. Dias de Arce, que fue monja en el convento en donde cuidaría a su madre viuda recluida.

- 2) - De su concubina Inês Gonçalves tuvo por lo menos un hijo natural:

- Pedro Gonçalves de Bruges.

- 3) - De otra relación extramatrimonial con una mujer desconocida tuvo otro hijo ilegítimo:

- Gabriel de Bruges (1446-1471) que se casó con la fidalga portuguesa Isabel Pereira Sarmento, pero no sobrevivió a su padre.